# Stethoperma obliquepicta
Stethoperma obliquepicta är en skalbaggsart som beskrevs av Stefan von Breuning 1940. Stethoperma obliquepicta ingår i släktet Stethoperma och familjen långhorningar. Inga underarter finns listade i Catalogue of Life.